# Акжарський сільський округ (Урджарський район)
Акжа́рський сільський округ (каз. Ақжар ауылдық округі, рос. Акжарский сельский округ) — адміністративна одиниця у складі Урджарського району Абайської області Казахстану. Адміністративний центр — село Акжар.
Населення — 1814 осіб (2021; 1734 у 2009, 1921 у 1999, 1851 у 1989).
Станом на 1989 рік існувала Акжарська сільська рада (села Акжар, Амангельди, Карамойил).

## Склад
До складу округу входять такі населені пункти:
| Населений пункт  | Старі назви | Населення, осіб (1989) | Населення, осіб (1999) | Населення, осіб (2009) | Населення, осіб (2021) |
| ---------------- | ----------- | ---------------------- | ---------------------- | ---------------------- | ---------------------- |
| Акжар, село      | -           | 1341                   | 1502                   | 1370                   | 1566                   |
| Амангельди, село | -           | 271                    | 225                    | 197                    | 129                    |
| Карамойил, село  | -           | 239                    | 194                    | 167                    | 119                    |